# Читареале
Читареале (итал. Cittareale) је насеље у Италији у округу Ријети, региону Лацио.
Према процени из 2011. у насељу је живело 158 становника. Насеље се налази на надморској висини од 941 м.

## Становништво
Према резултатима пописа становништва 2011. у општини је живело 470 становника.
| 1936. | 1951. | 1961. | 1971. | 1981. | 1991. | 2001. | 2011. |
| ----- | ----- | ----- | ----- | ----- | ----- | ----- | ----- |
| 1.496 | 1.312 | 1.118 | 840   | 707   | 552   | 482   | 470   |